# Fundação Richard Hugh Fisk
Richard Hugh Fisk Foundation ou  simplesmente FISK - Centro de Ensino é uma rede de ensino de idiomas brasileira fundada na década de 1990 pelo empresário norte-americano Richard Hugh Fisk.

## História
Foi na década de 90 que a Fisk deixou de ser apenas uma empresa comercial para tornar-se a Fundação Richard Hugh Fisk, garantindo, dessa forma, o futuro dos franqueados e funcionários e a continuidade da marca.
“Não tenho herdeiros e, portanto essa foi a solução para não deixar os profissionais da rede desamparados. Tenho funcionários que estão comigo há mais de 30 anos. Pessoas que se tornaram minhas amigas e que merecem continuar o trabalho que comecei”, afirma Mr. Fisk.
Em 25 de agosto de 1997, em reconhecimento aos serviços relevantes que prestou à cultura e à educação, Mr. Fisk foi homenageado como Cidadão do Estado do Rio de Janeiro no plenário da Assembleia Legislativa. Já no ano de 2003, foi a vez de receber o título de Cidadão Paulistano, ao mesmo tempo em que sua fundação recebia prêmios importantes como o Selo de Excelência em Franchising e Franqueadora do Ano.

## Prêmios
- Franquia Cinco Estrelas pela PEGN/2016.[2]
- Franqueador do Ano 2011.
- Franqueador do Ano 2010.
- Franqueador do Ano 2008.
- Franqueador do Ano 2003.
- Prêmio Destaque da Categoria 2005.
- Selo de Excelência em Franchising 2011 pela ABF.[3]
- Selo de Excelência em Franchising 2010 pela ABF.
- Selo de Excelência em Franchising 2009 pela ABF.
- Selo de Excelência em Franchising 2008 pela ABF.[4]
- Selo de Excelência em Franchising 2007 pela ABF.
- Selo de Excelência em Franchising 2006 pela ABF.[5]
- Selo de Excelência em Franchising 2005 pela ABF.
- Selo de Excelência em Franchising 2004 pela ABF.
- Selo de Excelência em Franchising 2003 pela ABF.
- Selo de Excelência em Franchising 2002 pela ABF.
- Melhor Franquia do Brasil no Segmento de Idiomas pela PEGN/2015.
- Melhor Franquia do Brasil no Segmento de Idiomas pela PEGN/2012.
- Melhor Franquia do Brasil no Segmento de Idiomas pela PEGN/2011.
- Melhor Franquia do Brasil no Segmento de Idiomas pela PEGN/2010.
- Melhor Franquia do Brasil no Segmento de Idiomas pela PEGN/2008.

Com mais de 15 milhões de alunos já formados na rede de idiomas que se consagra como uma das maiores com cerca de 1000 unidades, espalhadas por todo Brasil e países como: Argentina, Angola, Estados Unidos, Japão, México e Paraguai.